# Alphabet Africa
Alphabet Africa es un proyecto para fomentar la alfabetización en África en francés por medio de la música, la imagen y el juego, mediante una canción y un libro ilustrado.
El alfabeto se introduce, desde 2012, en la República del Congo, en el juego de la rayuela. Sus promotores son Jean-Paul Wabotaï e Isabel Colomer, artista polifacético e ilustradora respectivamente. 

## Objetivo
La rayuela Alphabet Africa tiene como objetivo memorizar las veintiséis letras del alfabeto francés y dar acceso a infinitas variaciones para abordar temas tan variados como verbos, geografía, nombres comunes, mientras se adapta al nivel del practicante.
Este método educativo fue colocado en el mapa geográfico de las innovaciones del siglo XXI por Unicef en 2015. Después de nacer en el Congo en 2012, se instaló en Francia en la escuela Aimé-Césaire de Créteil, luego en dos escuelas primarias de Montpellier, Alphonse -Daudet y Marie-Curie. La rayuela Alfabeto África se instaló en 2018 en la “Plaza Père Bonnet”, barrio de Figuerolles, en Montpellier.

## Orígenes
El proyecto de alfabetización se inicia en 2009 como Abecesario de J.P. Wabotaï e Isa Colomer, en Barcelona, España, aunando la ilustración y la música. Se publica primero en castellano (Alfabeto), bajo el sello Vox, de la editorial Larousse, y en inglés (Alphabet), con el sello Vox Alphabet.
El proyecto Alphabet Africa, en francés, bajo el sello JPW Productions i la asociación Enfants du Congo-Enfants du Monde, surge en 2012 para promover la educación informal en África y contribuir al desarrollo del continente. El material educativo estaba compuesto por un CD con tres canciones y un póster diseñados para aprender el abecedario.
En 2014 aparece la versión en catalán con el nombre de El meu primer abecedari, del sello Estrella Polar, presentado en la galería de arte Espai Garum.
Jean Paul Wabotaï es un artista polifacético nacido en Kinsasa (República Democrática del Congo) y actualmente residente en París. Es cantante, autor y compositor, percusionista, coreógrafo, pintor y pedagogo. Ha vivido su trayectoria artística y vital implicándose en proyectos humanitarios desde 1993, y es un incansable embajador de la cultura congoleña por todo el mundo. Tiene dieciocho discos editados, entre ellos seis álbumes para niños. En 2003 en Barcelona creó la Asociación Niños del Congo-Niños del Mundo y tiene en marcha diferentes proyectos para ayudar a los niños y niñas del Congo.
Isabel Colomer, nacida en Barcelona, es diseñadora gráfica e ilustradora. Estudió en la Escuela Massana, y habiendo trabajado en diferentes estudios de diseño gráfico, en 1995 crea su propio estudio con Pilar Colomer: Colomer Diseño e Ilustración.